# Vojo Stanić
Vojo Stanić (en serbio: Војо Станић) (Podgorica, 3 de febrero de 1924 - 19 de noviembre de 2024) fue un pintor y escultor montenegrino.

## Datos biográficos
Completó su formación en la Academia de Escultura en Belgrado, tras lo cual se instaló en Herceg Novi.
Con el tiempo tornó a la pintura, lo que le permite expresar mejor su espíritu - amante de la paz, el Mediterráneo y el espíritu de la gente. Sus pinturas son pequeñas historias dramáticas de la vida cotidiana, llenas de imaginación; traen de nuevo a la vida el espíritu de las comedias renacentistas , la presentación de las debilidades humanas y al mismo tiempo muestra empatía hacia ellos. Retratos de cafés, el mar o el hogar, son a menudo una mezcla de detalles surrealistas o de vínculos imaginativos de personajes y objetos.
Es uno de los más importantes pintores montenegrinos, y es miembro de la Academia de las Ciencias y las Artes de Montengro.
Ha presentado muchas exposiciones individuales; de entre ellas la más señalada es la organizada en el marco de la Bienal de Venecia de 1997.
Sus obras se encuentran en las principales galerías de arte de Montenegro, así como en la exposición permanente del Museo de Arte en Cetiña.
En noviembre de 2011 le fue concedido el premio Diatreta al conjunto de su obra.